# NGC 5147
NGC 5147 é uma galáxia espiral barrada (SBd) localizada na direcção da constelação de Virgo. Possui uma declinação de +02° 06' 01" e uma ascensão recta de 13 horas, 26 minutos e 19,6 segundos.
A galáxia NGC 5147 foi descoberta em 24 de Janeiro de 1784 por William Herschel.